# マイクロチップの魔術師
『マイクロチップの魔術師』（マイクロチップのまじゅつし、原題：True Names）は、ヴァーナー・ヴィンジ原作のSF小説（1981年）。脳と直接接続されたコンピュータ、ネットワーク上での匿名の闘争などといった、後のサイバーパンク的モチーフの先行作品として知られるが、SFだけでなくロマンティックな要素も含んでいる。

## ストーリー
脳波によるコンピュータとのインターフェースが可能になり、強力なネットワークが形成された社会で、（時に不法に）ネットワークを利用し楽しむ人々がいた。彼等は自身の真の名前（素性）を隠す一方、相手を隷属させるために真の名前を探り合ってもいた。「スリッパリー」はそんな不法ユーザー（魔術師）の一人であったが、ある時、政府関係者に真の名前をつきとめられる。政府関係者はスリッパリーを脅し、「郵便屋」と名乗る者の正体を暴き、その目論見を明らかにすることを要求する。
各人が自由な外見を装うことができるコンピュータ・ネットワーク空間（別平面）において、「郵便屋」は文字印刷を行う機械端末の姿を採っており、会話方法は音声ではなく文字の入出力のみ、質問されてから応答までにかかる時間も不定というユーザーである。常時その有様ゆえ、発音や口調から人物像を推し量ったり、返答してくるまでの通信時間から居住地を類推するといった背景を探ることも難しい謎の存在であった。
窮したスリッパリーは同じく魔術師である美女エリスリナに協力を要請する。エリスリナは「郵便屋」が現実世界で一国家の政変に絡むほどの影響力を行使する一方、少しずつ別平面の魔術師たちを支配しているのではないかと危惧しており、スリッパリーとの協調に合意する。彼女は様々な観察結果から「郵便屋」は地球外にいると推理し、あまりに突拍子もない説だが状況証拠に矛盾しないため、スリッパリーは否定しきれない。スリッパリーからの報告を受けた政府関係者は一笑に付すが、政変が外部影響によるという可能性については認める。
スリッパリーの元に彼とエリスリナの動きを把握している「郵便屋」からの宣戦布告メッセージが届く。スリッパリーが警告を与えるためエリスリナと通信衛星内の別平面で合流すると、突如として衛星がレーザー照射を受けて機能停止に陥り、その内部にいた彼らは危うく行動不能に追い込まれかけた。表向きには偶発事故とされたが、明らかに「郵便屋」からの攻撃であった。
二人は政府の協力を得て地球外通信の記録を調べるが、空振りに終わる。また、世界中の民間データセンターを調べ尽くすも、ごくわずかな活動の痕跡しか見つけられなかった。政府権限を利用できるうちに決着を付けるべく手を広げて軍事通信網にも侵入するが、そのためにスリッパリー自身が政府から脅威に思われ、所在地を爆撃されかける。通信に介入して命令を書き換えることで危機を乗り越えたスリッパリーだが、さらなる攻撃を阻止しようとレーザー衛星に侵入したところで、知己の魔術師であるドン・マックに急襲される。
ドン・マックの態度は当意即妙でおよそ人間らしかったが、エリスリナは、ドン・マック本人はすでに死亡しており、今や「郵便屋」に従属する模造人間（人間的な反応を返すプログラム）に置き換えられていると考えていた。三者が兵器システムを含むネットワーク資源を奪い合う余波により全世界的なデータ破損が発生し、さらに政府がスリッパリー殺害を厳命した実働部隊を派遣するなど、緊迫した事態となる。スリッパリーは激闘の中で追い詰められたエリスリナから真の名前と住所を聞き出すと、その情報を活用して彼女を救い、高度な模造人間であることが明らかとなったドン・マックを二人がかりで退ける。その後、ネットワーク上のドン・マックに関連したデータを破壊し、あるいは掻き乱すことで、背後に潜んでいるであろう「郵便屋」から処理能力を奪って無力化した。ついに二人は地球の全ネットワークを掌握するまでに至るも、互いに自制しその権能を放棄することを取り決めた。エリスリナに先んじて全権を手放したスリッパリーは、彼女を唯一の支配者としてしまったことに気づいて裏切りを恐れるが、すぐにエリスリナも約束を守ったため安堵する。
それから数ヶ月、政府の支配下に戻ったスリッパリーはエリスリナとの接触を禁じられ、自身が引き起こした大破壊の復旧作業に従事する。やがて関係のある魔術師全員の真の名前を教えるよう迫られると、その任務に従うふりをして監視の目を逃れ、エリスリナから教えられた住所を訪ねた。現実世界でエリスリナ本人と対面したスリッパリーは、古きコンピュータ黎明時代を経験し、もはや死期に思いを馳せるほどの老婆という彼女の素性を知る。別平面におけるエリスリナの溌剌とした様子は、記憶力や注意力の衰えを外部プログラムでサポートすることで実現されていた。スリッパリーは「心の中では若きエリスリナである」という彼女の気持ちを理解し受け入れる。エリスリナもまたスリッパリーと通じ合っていることを認めつつ、実はドン・マックを倒した直後に「郵便屋」の正体を突き止めていたことを明かす。
「郵便屋」はかつて政府がシステム保護の目的で試作した古い模造人間が緩やかに成長し、わずかな自意識を獲得した存在だった。不安定な応答時間などの奇妙な振る舞いは地球外にいたからではなく、模造人間としては自分で作り出したドン・マックに劣り、リアルタイムの会話に応じるには能力不足だったことに起因していたのである。エリスリナは、ドン・マックに関連するデータの中に「郵便屋」自体を発見し、その自意識構造を転用することでネットワーク上に自身の人格を複製する方法を思いつき、試みはすでに進行中であると告白した。
今なら自分を止められるというエリスリナにスリッパリーは微笑みかけた。支配者の座を自らの善意によって降りたエリスリナは人類の守護天使たりうる。そして地球上の全システムがどれほど発展しようとも、その果てには彼女が待っているのだ。

## 影響
メタファーを駆使した全世界的なネットワーク（小説中ではthe Other Plane「別の平面」）。それは現実社会ともリンクし、例えば衛星軌道上のレーザー兵器を操作して特定の個人を抹殺することもできる。そのサイバースペース上で繰り広げられる匿名のハッカー達の活躍。匿名ネットワークの自由と脅威、それに対する国家機関の干渉、コンピュータの究極の可能性を扱い、後のSFに大きな影響をもたらした。単行本には人工知能の権威として知られるマービン・ミンスキーの長大な解説がついている。

## こぼれ話
True Names and the opening of the cyberspace frontier によると、ヴィンジがネットワーク上の匿名社会の可能性について気付き、この小説のプロットを思い付いたのは、当時教鞭を執っていたサンディエゴ州立大学のPDP-11（ミニコンピュータの名機。PDPシリーズ参照）上での匿名TALK（UNIXコマンドの一つ。チャットのようなもの）セッションが切っ掛けだった。匿名ユーザとしてログインしていたヴィンジと、他の匿名ユーザの間で互いに実名(the true name)を解き明かそうという駆け引きが行われ、お互い相手の探索には失敗したが、セッション終了後、ヴィンジは「これはSFそのものではないか」と思ったという。
原稿はヒースキットのLSI-11上でTECOを用いて執筆されたが、初稿は8インチフロッピーディスク→5インチフロッピーディスク→ハードディスクとデータの引っ越しをしている間に失われてしまった。

## 注
1. ↑  順序としては、さらに前にブラナーThe Shockwave Riderがある。ただし、エリック・レイモンドがジャーゴンファイルでサイバーパンクの書き手たちを ignorance of computers などと書いている（ http://www.catb.org/jargon/html/C/cyberpunk.html を参照）のとは対照的に、後述のように本作は、当時のコンピュータネットワークにおける作者の実体験が反映している。